# New Rossington
New Rossington es una localidad situada en el condado de Yorkshire del Sur, en Inglaterra (Reino Unido). Tiene una población estimada, a mediados de 2020, de 13 626 habitantes.
Está ubicada al sur de la región Yorkshire y Humber, cerca de la frontera con la región Midlands del Este, de la orilla del río Don y de la ciudad de Sheffield —la capital del condado—.